# 펠릭스 오제알리아심

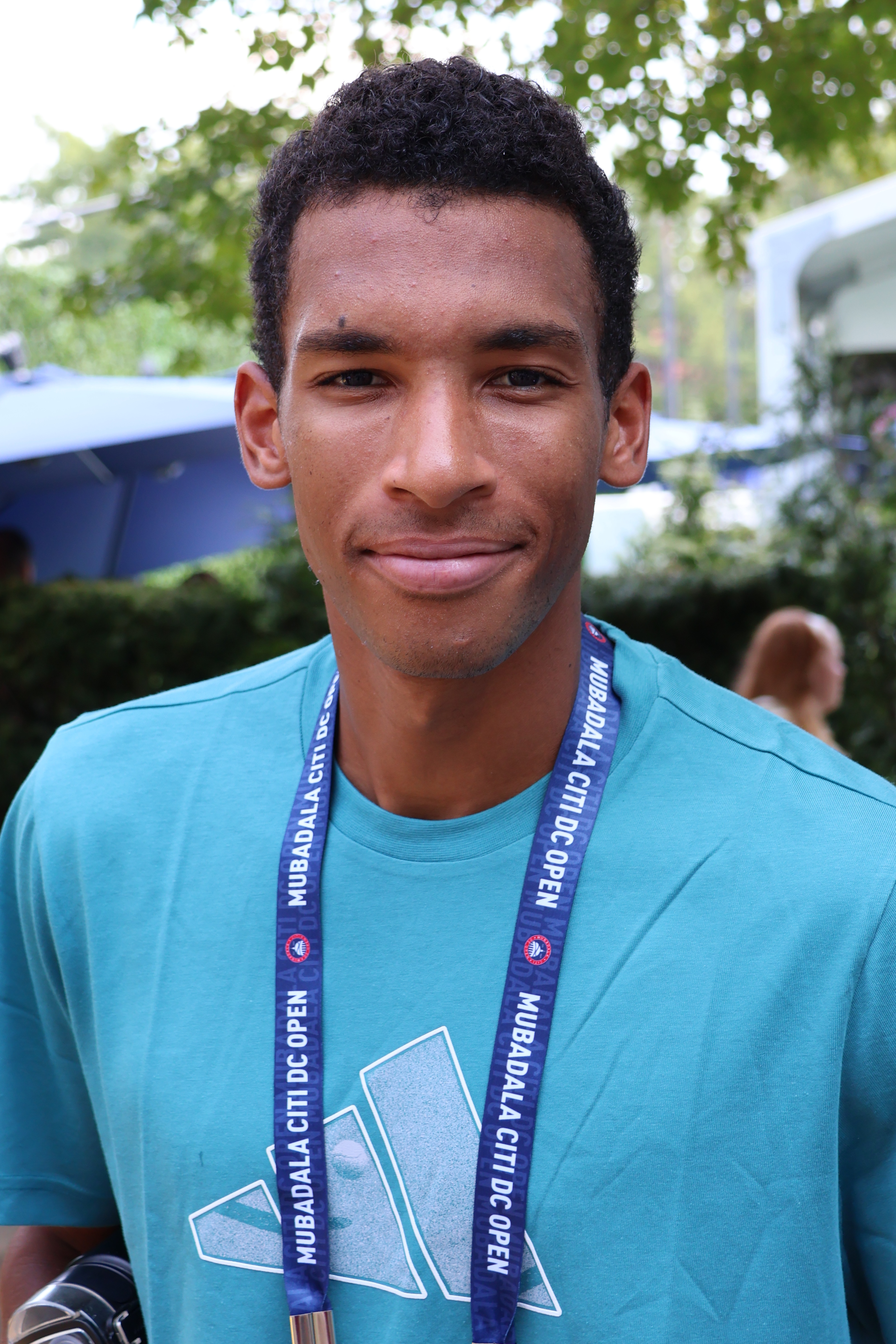

펠릭스 오제알리아심(프랑스어: Félix Auger-Aliassime, 프랑스어 발음: [feliks oʒe aljasim], 2000년 8월 8일 ~ )은 캐나다인 프로 테니스 선수이다. 플레이스타일은 오른손잡이, 양손 백핸드이다. 2022년 11월 7일에 달성한 통산 최고 싱글 순위 6위를 보유하고 있으며, 이는 ATP 순위 역사상 두 번째로 높은 캐나다 남성이자 역사상 네 번째로 높은 캐나다 선수가 되었다. 2021년 11월 1일 획득한 복식 순위 60위를 보유하고 있다. ATP 투어에서 5개의 단식 타이틀과 1개의 복식 타이틀을 획득했으며 2022년 캐내디안 프레스 올해의 선수로 선정되었다.
누나인 말리카 오제알리아심도 테니스 선수이다.